# Winfield Scott Hancock

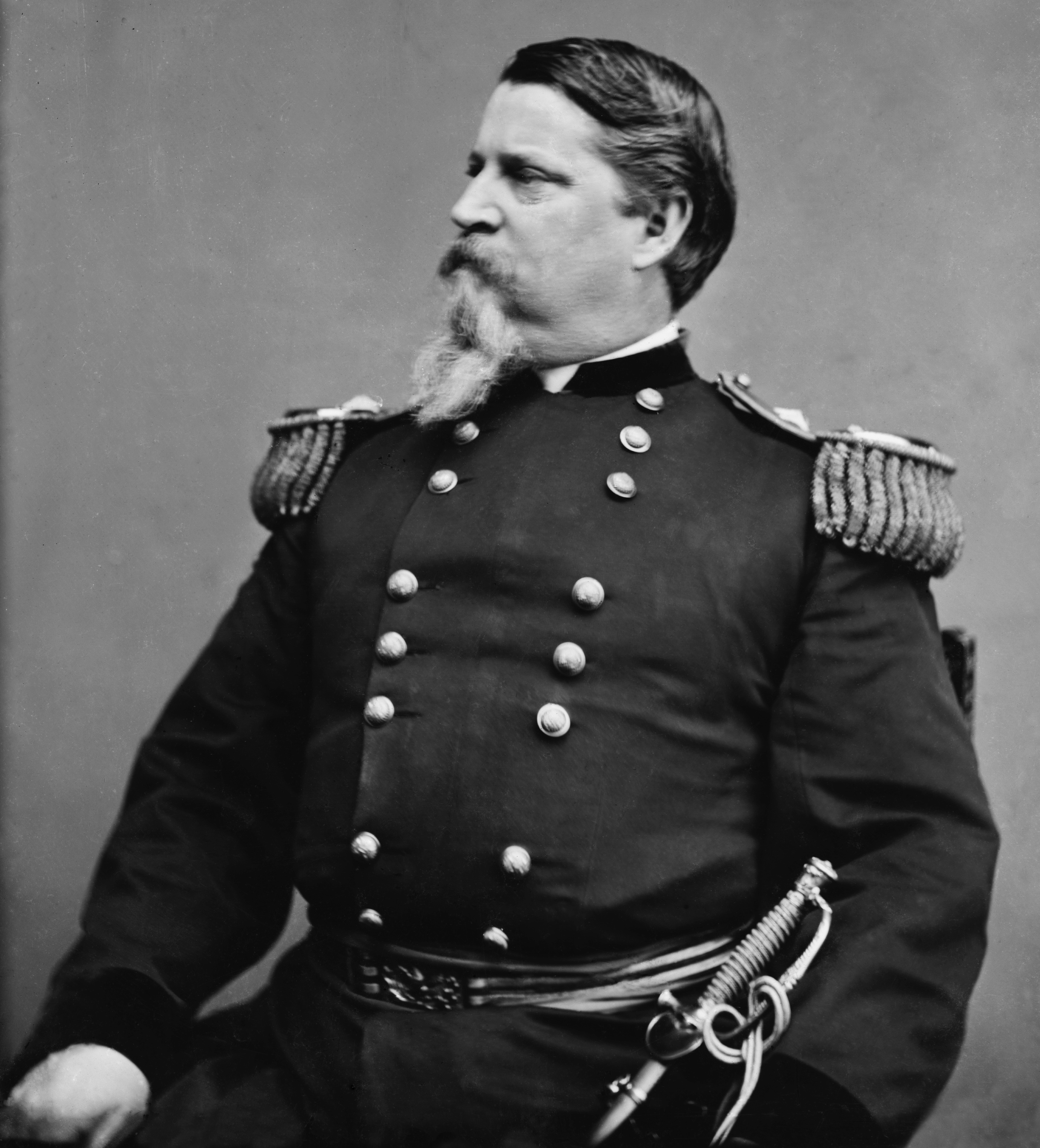
Winfield Scott Hancock

Winfield Scott Hancock, född 14 februari 1824 i Montgomeryville, Pennsylvania, död 9 februari 1886 i New York, var en amerikansk general och politiker. Han var Demokratiska partiets presidentkandidat i presidentvalet i USA 1880. Soldaterna kallade honom "Utomordentlige Hancock" och han utmärkte sig i nordstatsarmén i slaget vid Gettysburg i amerikanska inbördeskriget.

## Tidig karriär
Hancock fick sitt namn efter Winfield Scott som senare var hans befälhavare i mexikanska kriget. Han utexaminerades 1844 från militärhögskolan West Point och deltog som officer i mexikanska kriget. År 1850 gifte han sig med Almira "Allie" Russell. Hancock tjänstgjorde i Kansasterritoriet under händelseförloppet som gick i historien under namnet Bleeding Kansas och efter Utahkriget var han stationerad en kortare tid i Utahterritoriet.

## Amerikanska inbördeskriget
I inbördeskriget befordrades Hancock 1861 till brigadgeneral och följande år efter slaget vid Williamsburg kom han att kallas "Utomordentlige Hancock". Detta hade sin bakgrund i George B. McClellans telegram till Washington, D.C.: "Hancock var utomordentlig idag."
I slaget vid Gettysburg utmärkte sig Hancock speciellt under sydstaternas infanteriattack. Med sin häst var han ständigt närvarande och uppmuntrade sina trupper i den defensiva krigföringen. Då en underordnad protesterade att han inte borde riskera sitt eget liv, sade Hancock: "Det finns ögonblick när en befälhavares liv är oväsentligt." Som minnesmärke över Hancocks insats i slaget restes senare en ryttarstaty i Gettysburg. På motståndarsidan stupade Hancocks gamla vän, brigadgeneralen Lewis Addison Armistead.

## Presidentvalet 1880

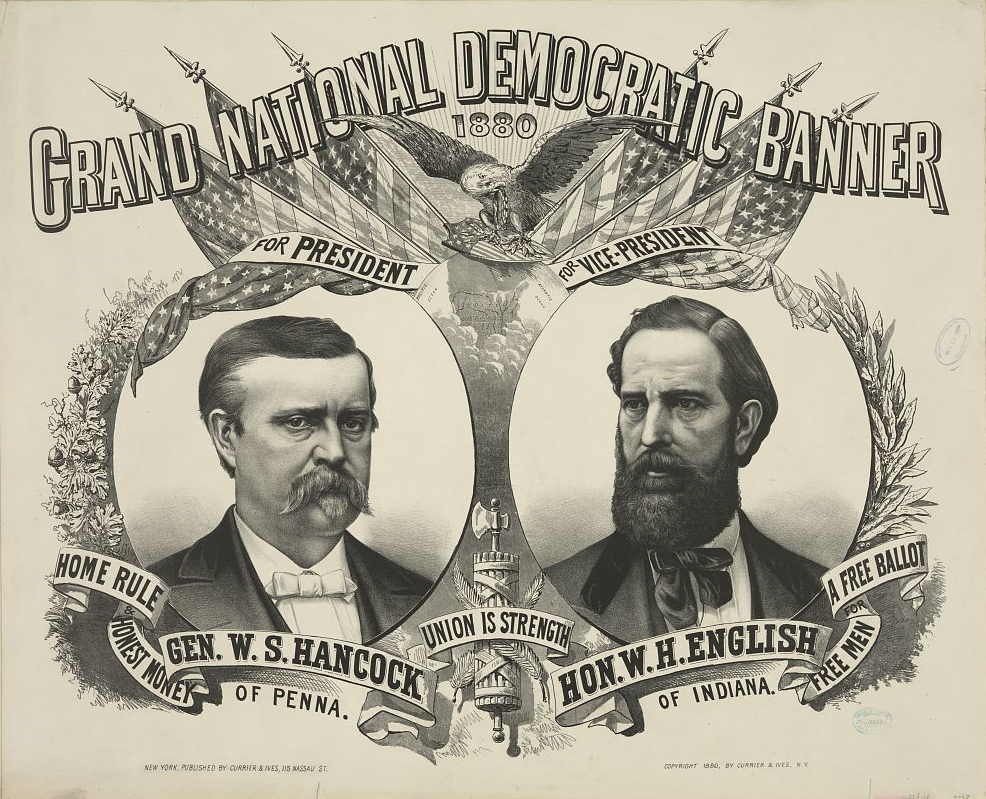
Demokraternas kampanjaffisch 1880

I presidentvalet 1880 nominerade demokraterna Hancock som presidentkandidat och William Hayden English som vicepresidentkandidat. Hancock vann nomineringen i andra omröstningen på demokraternas konvent i Cincinnati. Republikanerna James Garfield och Chester A. Arthur vann valet med knapp marginal i och med att skillnaden mellan kandidaterna var färre än 2 000 röster.
Hancock, som 1881 valdes till ordförande för National Rifle Association, avled 1886 och gravsattes på Montgomery Cemetery i Montgomery County, Pennsylvania. Bland olika minnesmärken till Hancock finns utöver ryttarstatyn i Gettysburg även en ryttarstaty i hörnet av Pennsylvania Avenue och 7th Street i Washington, D.C.